# Yarim-Lim I
Yarim-Lim I (... – 1764 a.C.) noto anche come Yarimlim, è stato il secondo sovrano di Yamhad (Aleppo).

## Regno

### Primi anni di regno e conflitti
Yarim-Lim fu il figlio e successore del primo re Sumu-Epuh e della regina Sumunna-Abi. Il regno di Yamhad era minacciato da Shamshi-Adad I, re d'Assiria, che aveva circondato il regno tramite un'alleanza con Charchemish e Urshu a nord, e Qatna al sud, e conquistato Mari a est, mettendo sul trono della città il figlio Yasmah-Adad. Yarim-Lim ascese al trono dopo la morte del padre, avvenuta nel 1780 a.C. durante le sue campagne contro Shamshi-Adad, e fu in grado di ergersi contro il re assiro circondandolo con un'alleanza efficace con Hammurabi di Babilonia e Ibal-pi-el II di Eshnunna. L'alleanza con Hammurabi fu accreditata con il salvataggio di Babilonia da un attacco assiro, in quanto l'esercito assiro, secondo i registri, venne preso alle sue spalle.
Nel 1777 a.C., Yarim-Lim conquistò la città di Tuttul, alla confluenza dei fiumi Balikh ed Eufrate. Nominò come re il suo alleato, Zimri-Lim, l'erede al trono di Mari che viveva in esilio alla su corte. Con la morte di Shamshi-Adad nel 1776 a.C., egli aiutò Zimrilim a reimpossessarsi del trono di Mari e scacciare Yasmah-Adad. L'alleanza tra Mari e Yamhad fu cementata dal matrimonio reale tra Zimrilim e Shibtu, la figlia di Yarim-Lim. Due giorni dopo il matrimonio, la Sumunna-Abi morì.
Ibal-pi-el II di Eshnuna sfruttò la morte di Shamshi-Adad per assecondare una politica espansionistica, avanzando per conto dell'Assiria e causando problemi nell'alleanza. Si alleò poi con il regno di Elam, nemico di Hammurabi che era alleato di Yarim-Lim.

#### Rapporti con il regno di Mari
L'ascesa di Zimri-Lim al trono, aiutato da Yarim-Lim I, ebbe effetto su Mari; Zimri-Lim riferisce a Yarim-Lim come suo padre, e agì sotto la guida di Hadad, la principale divinità yamhadita, di cui Yarim-Lim fu mediatore.
Le tavolette di Mari registrano vari eventi che svelano la subordinazione di Zimri-Lim. In due occasioni Zimri-Lim ordinò l'estradizione dei suoi subordinati da Yarim-Lim I. Il primo caso si riferisce a un re vassallo di Zimri-Lim da lui chiamato fratello invece che padre, e la richiesta fu respinta, mentre il secondo è testimoniato da Daris-Libur, un ambasciatore mariota ad Aleppo, nel quale Zimri-Lim chiese l'estradizione di alcuni fuggitivi, cosa che Yarim-Lim rifiutò per ben due volte, per poi accettare al terzo tentativo.
In un caso, Nur-Sin, l'ambasciatore mariota ad Aleppo, scrisse al suo maestro per la reggenza di una residenza chiamata Alahtum che si trovava ad Hadad (ovvero Aleppo),; in un altro caso, Ibal-pi-el offrì un trattato di pace e ridimensionamento dei confini a Zimri-Lim, che mandò dei convogli a Yarim-Lim chiedendone l'autorizzazione, che venne respinta, portando Zimri-Lim a rifiutare il trattato in tre occasioni diverse.

### Ultimi anni di regno ed eredità
(Testo di una tavoletta mandata a Zimri-Lim di Mari, descrivente l'autorità di Yarim-Lim I.)
Yarim-Lim estese la sua influenza su altre città-stato siriane di grande importanza tramite alleanze e vassallaggi, incluse Urshu e il ricco regno di Ugarit. Anche i rapporti tra Qatna e Yamhad sembrano essere migliorati durante il regno diYarim-Lim. Gli eserciti di Aleppo fecero campagna fino ad Elam vicino agli attuali confini tra Iraq e Iran, di cui una tavoletta scoperta a Mari ne svela le estensioni di questi interventi militari in Mesopotamia; la tavoletta include anche una dichiarazione di guerra contro Dēr e suo vicino Diniktum come vendetta per le loro "malefatte", un avvertimento al re di Dēr sull'aiuto militare datogli per 15 anni, e il dislocamento di 500 navi da guerra di Aleppo a Diniktum per 12 anni. Al termine del suo regno Yarim-Lim aveva almeno 20 re come vassalli e alleati. Secondo lo storico William J. Hamblin egli era "il sovrano più potente del Vicino Oriente al di fuori dell'Egitto," Morì nel 1764 a.C. circa, e gli succedette il figlio Hammurabi I.